# Vanzaghello
Vanzaghello ist eine Gemeinde mit 5358 Einwohnern (Stand 31. Dezember 2023) in der Metropolitanstadt Mailand, Region Lombardei.
Die Nachbarorte von Vanzaghello sind Samarate (VA), Lonate Pozzolo (VA), Magnago und Castano Primo.

## Bevölkerungsentwicklung
Zwischen 1991 und 2001 stieg die Einwohnerzahl von 4758 auf 4883. Dies entspricht einer prozentualen Zunahme von 2,6 %.